# Nati nel 1409
| Questa pagina contiene informazioni ricavate automaticamente dalle voci biografiche con l'ausilio del template Bio e di un bot. L'aggiornamento è periodico e automatico e ricostruisce completamente la pagina. Se manca una persona in questa lista, sei pregato di non aggiungerla, ma accertati piuttosto che la sua voce biografica contenga il template Bio e che i dati anagrafici siano correttamente compilati. Se il template Bio manca, inseriscilo tu stesso o, in alternativa, metti l'avviso {{tmp\|Bio}} che ne segnala la mancanza. Se i dati riportati sono sbagliati, correggi direttamente la voce biografica; le modifiche saranno visibili in questa lista entro pochi giorni. Per chiarimenti vedi il progetto biografie. La lista contiene solo le 20 persone che sono citate nell'enciclopedia e per le quali è stato implementato correttamente il template Bio. Pagina aggiornata al 2 mag 2025. |

- 1º gennaio - Giovanni Antonio da Faye, storiografo e poeta italiano († 1470)
- 16 gennaio - Renato d'Angiò, sovrano francese († 1480)
- 2 marzo - Giovanni II d'Alençon, condottiero francese († 1476)
- 13 settembre - Giovanna di Valois, nobile francese († 1432)
- 5 ottobre - Carlo VIII di Svezia, sovrano († 1470)
- 7 ottobre - Elisabetta di Lussemburgo, nobile tedesca († 1442)
- 21 ottobre - Alessandro Sforza, condottiero italiano († 1473)
- Baldo Bartolini, giurista italiano († 1490)
- Margaret Beaufort, nobile inglese († 1449)
- Gregorio Correr, patriarca cattolico e letterato italiano († 1464)
- Berardo Eroli, cardinale e giurista italiano († 1479)
- Filippo Eustachi, politico italiano († 1495)
- Isabella di Urgell, nobile († 1443)
- Raimondo Lupi, giurista e diplomatico italiano († 1484)
- Giovanni Mocenigo, doge († 1485)
- Tommaso Paleologo, bizantino († 1465)
- Ludovico Pontano, giurista italiano († 1439)
- Bernardo Rossellino, architetto e scultore italiano († 1464)
- Tilokaraj, sovrano († 1487)
- Filippo di Matteo Torelli, pittore e miniatore italiano († 1468)